# Angelo Niculescu
Angelo Niculescu (Craiova, 1º ottobre 1921 – Bucarest, 20 giugno 2015) è stato un allenatore di calcio e calciatore rumeno, di ruolo centrocampista.
È ricordato soprattutto in Romania per essere stato l'allenatore della nazionale ai Mondiali del 1970 e per aver inventato la tattica del "temporizare" ("ritardare") in cui la squadra mantiene il possesso della palla all'interno della propria metà campo e i giocatori usano molti brevi passaggi da una parte all'altra del campo per interrompere la pazienza degli avversari quando escono dal proprio campo per fare pressing, anche questa è considerata una prima forma di tiki-taka, con tale tattica è riuscito a qualificare la Romania ad un Mondiale dopo più di 30 anni e a registrare una vittoria contro la Cecoslovacchia.

## Carriera

### Giocatore
Niculescu ha iniziato a giocare a calcio al Rovine Grivita nella sua città natale di Craiova. Per la sua buona prestazione, è passato alla squadra rivale locale dell'FC Craiova dopo soli due anni. Altre squadre in cui ha militato durante la sua carriera calcistica sono state il Carmen Bucarest, il Ciocanul București e, a fine carriera, la famosa squadra della capitale, il Dinamo Bucarest. In quest'ultima squadra non è mai stato notato come un giocatore chiave e ha giocato solo occasionalmente. All'età di 29 anni, Niculescu ha concluso la sua carriera come calciatore.

### Allenatore
Dal 1953 al 1957 Niculescu ha lavorato come allenatore al Dinamo Bucarest, dove ha vinto il campionato nel 1955. Nella seconda metà del 1957-1958 guidò l'FC Steaua Bucarest, squadra particolarmente risentita dai tifosi della Dinamo, e nella stagione 1958-1959 ha lavorato al Tractorul Braşov nella Divizia B. Dopo una pausa di cinque anni, è tornato alla vecchia guida del Dinamo Bucarest e vi ha trascorso altre due stagioni vincendo il titolo e la doppietta campionato/coppa nel 1965.
Nel 1967 Niculescu fu nominato allenatore della nazionale di calcio rumena, succedendo a Ilie Oană. perse Dietro ai futuri campioni d'Europa dell'Italia perse la qualificazione agli Europei 1968. Il momento clou della sua carriera da allenatore è stata la sorprendente qualificazione della Romania ai Mondiali del 1970, dove la sua squadra è stata eliminata dopo il turno preliminare a seguito delle sconfitte su misura contro l'Inghilterra e il Brasile e dopo una vittoria contro la Cecoslovacchia. Alla fine del 1972 si dimette da allenatore della nazionale. In precedenza, la Romania è arrivata ai quarti di finale del Campionato europeo di calcio 1972 contro l'Ungheria che verrà eliminata solo nella partita decisiva.
Nell'autunno del 1973 Niculescu divenne allenatore dello Sportul Studențesc, che guidò nella massima serie, la Divizia A e con il quale riuscì a qualificarsi per la Coppa UEFA 1976-1977. In questa stagione la squadra è riuscita a prevalere contro l'Olympiacos Pireo al primo turno, ma si è poi ritirata dopo due sconfitte contro l'FC Schalke 04. Nel 1977 ha guidato i rivali di campionato, il Politehnica Timișoara, dove è riuscito nuovamente a qualificarsi per la Coppa UEFA nella stagione 1977-1978. In questa stagione si è posizionato al terzo posto.
All'inizio della stagione 1978-1980 Niculescu ha ripreso l'incarico di allenatore al Dinamo Bucarest, ma ha terminato la stagione posizionandosi solo al quinto posto. Dopo ulteriori incarichi all'SC Bacău e all'Universitatea Cluj (retrocesso al termine della stagione 1981-1982) e all'Otelul Galati nella Divizia B, ha concluso la sua carriera da allenatore nel 1983.
Successivamente, Niculescu è diventato membro onorario della Federcalcio rumena ed è stato per un certo periodo vicepresidente del comitato tecnico guidato da Mircea Sandu.

## Attività letteraria
Angelo Niculescu ha iniziato a scrivere cronache, commenti e analisi delle partite nel 1958 come giornalista presso il quotidiano Sportul popular. Ha anche scritto due volumi sul calcio:
- Fotbal. Metode si mijloace de antrenament (Calcio. Metodi e mezzi di allenamento) - co-scritto con Ion V. Ionescu (1972)
- Corabia cu 11 pasageri (La nave con 11 passeggeri) (1974)

## Vita privata
Niculescu aveva quattro fratelli e uno di loro, Jean Niculescu, era un calciatore dell'Olympia București. Angelo Niculescu è morto il 20 giugno 2015 nel suo appartamento di Bucarest, il presidente della FIFA, Joseph Blatter ha lodato le sue doti.

## Palmarès

### Allenatore

#### Competizioni nazionali
- Campionato rumeno: 2

Dinamo Bucarest: 1955, 1964-1965